# 別洛耶湖 (阿爾泰邊疆區)
51°17′40″N 82°38′50″E / 51.29444°N 82.64722°E

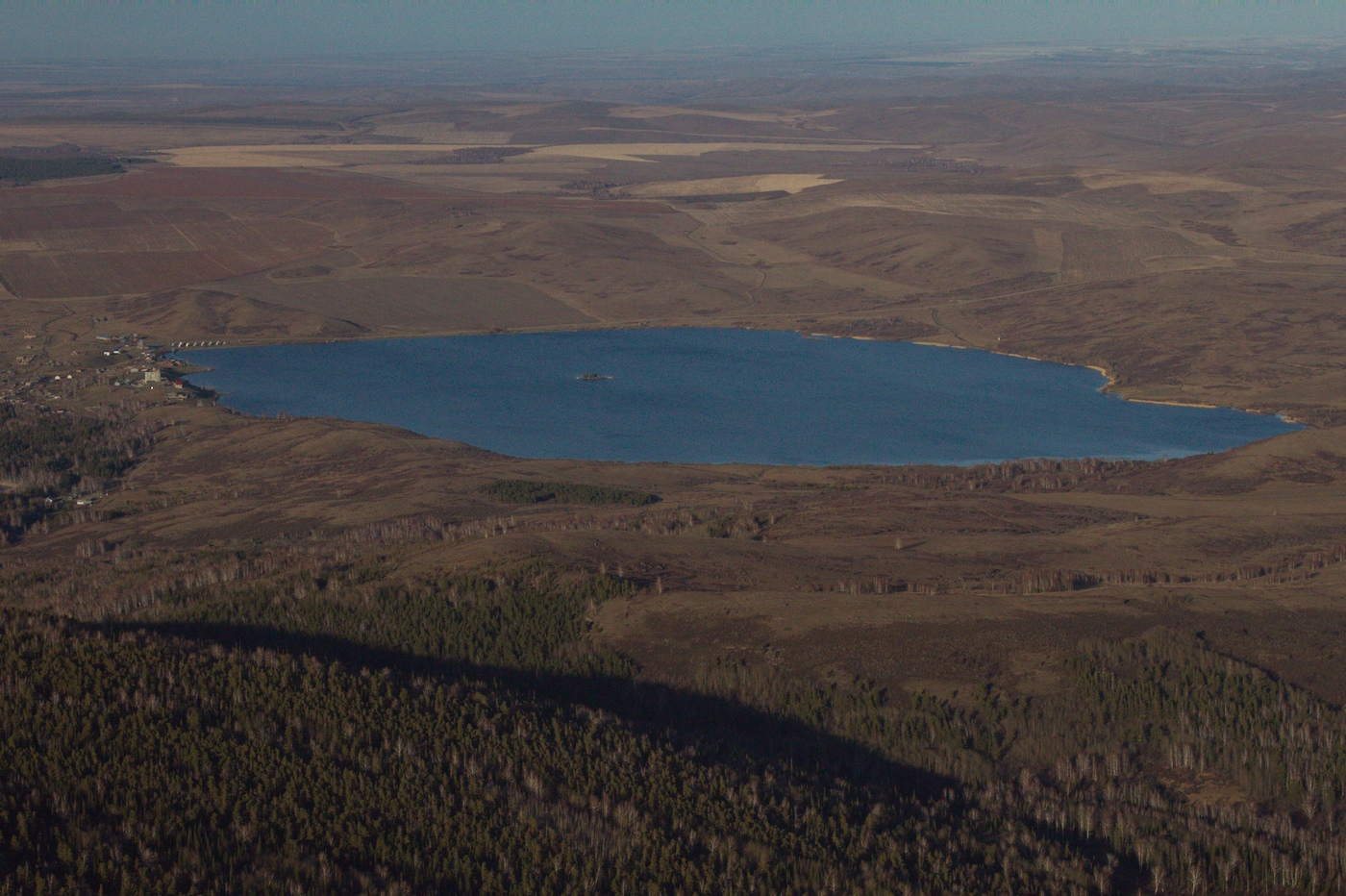

別洛耶湖（俄语：Белое）是俄羅斯阿爾泰邊疆區的湖泊，長2.4公里、寬1.5公里，面積2.97平方公里，海拔高度539米，集水區面積14.2平方公里，平均水深5.5米，最大水深12.5米。